# Biserica Sfinții Petru și Pavel din Brașov

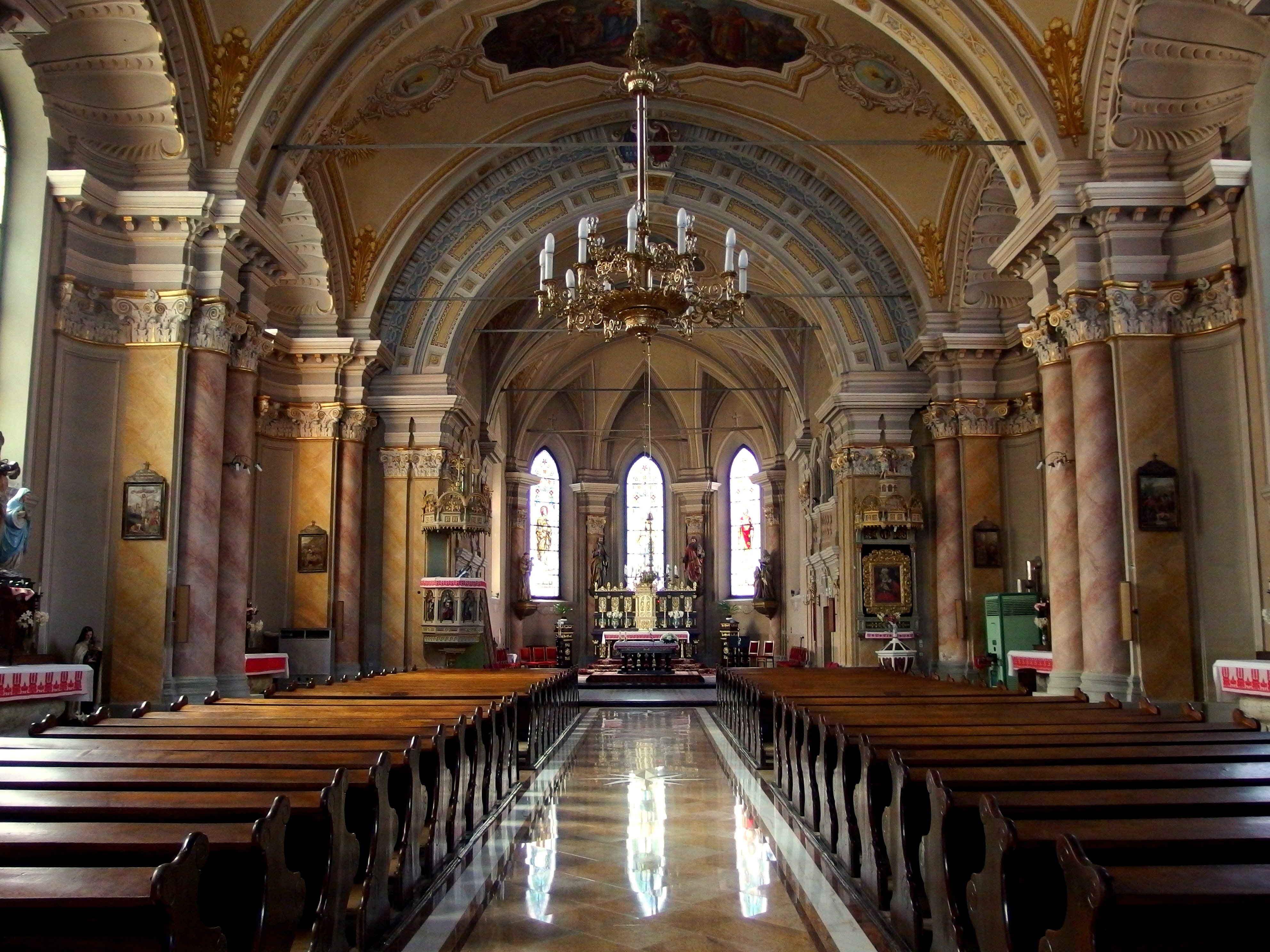
Interiorul bisericii.

Biserica Sfinții Petru și Pavel din Brașov este un monument istoric și de arhitectură situat pe strada Mureșenilor din Brașov (mai demult Klostergasse, „Ulița Mănăstirii”). Lăcașul a fost construit pe locul mănăstirii dominicane din Brașov, a cărei înființare a fost aprobată de conducerea ordinului dominican la Barcelona în anul 1323. Sfinții patroni ai vechii biserici erau tot sfinții Petru și Pavel.

## Istorie
Actuala biserică datează din a doua jumătate a secolului al XVIII-lea, fiind construită pe locul vechii mănăstiri dominicane din secolul al XIV-lea. Biserica respectivă era în stil gotic și avea altarul orientat către răsărit, invers față de actuala biserică, care are altarul orientat către apus. Pe lângă biserica medievală a funcționat o școală cu o bibliotecă renumită, inclusă ulterior în gimnaziul luteran înființat de Johannes Honterus.
La Reforma Protestantă din secolul al XVI-lea mănăstirea și școala catolică au fost desființate iar corul vechii biserici gotice a fost folosit de comunitatea luterană maghiară, în timp ce nava și restul clădirilor mănăstirești au servit ca magazii.
În anul 1711 mănăstirea a fost repopulată cu călugări franciscani, iar în anul 1716, prin intermediul generalului Stephan Steinville, a intrat în posesia iezuiților. În anul 1766 vechea biserică gotică a fost demolată, iar în anul 1773 preotul Ignatius Wagenseil a cerut sprijinul împărătesei Maria Terezia a Austriei pentru reconstruirea bisericii. Lucrările au început la 3 iunie 1776, sub coordonarea arhitectului Karl Joseph Lamasch, care a realizat acest edificiu reprezentativ al barocului transilvănean. Pe data de 29 septembrie 1782 noua biserică a fost sfințită de către episcopul Ignațiu Batthyány al Diecezei de Alba Iulia. Cu toate acestea lucrările s-au încheiat abia în anul 1787. În anul 1837 în spatele bisericii a fost deschis un gimnaziu romano-catolic, în prezent Colegiul Național Áprily Lajos.

## Arhitectură
Biserica Sfinții Petru și Pavel este un monument construit în totalitate în stil baroc. Pe partea dinspre stradă a navei a fost construită pe întreaga lățime a bisericii o tribună cu parapet arcuit din baluștri, accesul acestuia fiind asigurat prin scările practicate în grosimea zidăriei, scări care pornesc din spațiile laterale ale pronaosului. Pereții bisericii sunt decorați cu bogate stucaturi, în partea mediană a arcului de triumf cu stema orașului Brașov și stema Transilvaniei, respectiv anul finalizării bisericii.
În medalioanele pictate pe suprafața bolților apar scene biblice, care au fost pictate cu ocazia unei renovări de la începutul secolului XX. În capelele laterale sunt amplasate altare și confesionale istorizante, iar sub cele două baldachine amplasate simetric pe arcul de triumf stă amvonul (la sud), opera lui János Kupcsay (1840-1910), și singura piesă a mobilierului baroc, o pictură a Mariei Protectoare de la Passau⁠(de)[traduceți] (la nord).
Corul este o construcție gotizantă, având închidere cu cinci laturi a octogonului. Bolta cilindrică cu penetrații cu secțiunea în arc frânt a corului în absidă se sprijină pe coloane angajate corintice, pe care sunt fixate console cu statuile din lemn a diferiților sfinți (Sf. Petru, Sf. Pavel, Francisc de Assisi, Anton de Padova). Pereții laterali ai corului sunt străpunși de ferestre ogivale, a căror vitralii se leagă de asemenea de perioada donațiilor de la cumpăna secolelor XIX–XX, și provin din atelierul lui Ede Kratzmann din Budapesta.
Pe latura nordică și sudică a corului se află o sacristie cu etaj, respectiv un oratoriu. Accesul la etajul acestor construcții este asigurat de scările racordate arcului de triumf, iar încăperile de la etaj se deschid spre cor cu parapete cu baluștri și cu ferestre geminate.